# Anna Ryzjykova
Anna Vasylivna Ryzjykova (ukrainska: Анна Василівна Рижикова), född Jarosjtjuk den 24 november 1989 i Dnipropetrovsk, Ukrainska SSR, Sovjetunionen, är en ukrainsk friidrottare som tävlar i häcklöpning, företrädesvis 400 m häck, men även i 4 x 400 m stafett.